# Рико, Лидо
Лидо́ Ри́ко (исп. Lidó Rico, род. 1968 г., Екла, Мурсия) — испанский скульптор и художник.

## Биография
Начал изучать изобразительное искусство в Политехническом университете Сан-Карлос в Валенсии и заканчивает учёбу в 1991 году в Высшей школе изобразительных искусств в Париже. В 1989 году получает первую молодёжную премию изобразительного искусства в Мурсии, в 1990 году получает стипендию изобразительных искусств в автономном сообществе Мурсия и Премию молодёжного искусства Института молодёжи Мадрида.
В 1992 году был выбран скульптором для создания композиции перед павильоном Мурсии на Всемирной выставке в Севилье. В 1997 году его работа была выбрана для Международного салона пластических искусств, проходившего в колумбийском Медельине.
В 2001 году получает почётный приз на VI выставке рисунка, проходившей в городе Дьёр в Венгрии. В 2005 году министерство иностранных дел Испании назначает его представителем страны на XXIII выставке в Александрии (Египет), где Рико получает Гран-при выставки. С начала своей профессиональной деятельности Рико принял участие более чем в сотне выставок по всему миру. Его работы находятся, в частности, в Центре искусств королевы Софии, в различных учреждениях, таких как коллекция Банка Испании в Мадриде и прочих государственных и частных коллекциях.

## Творчество
Лидо Рико является создателем собственного пластического стиля с использованием своего собственного тела в качестве рабочего инструмента. Мир его пластического искусства напоминает исторические образы, выполненные по ранее неизвестной технике, с применением атипичных материалов, вопреки установленным традициям, которые отрицают прошлое искусства и рискуют остаться непризнанными в будущем.
В начале своего творчества Лидо Рико использует в качестве основного материала воск, в который он вводит различные составные части, соразмеряя трехмерные коллажи с сильной концептуальной нагрузкой. Тонкость, ирония и элегантность — основные составляющие его начального планирования, которые со временем преобразуются в тревожный и нарушающий порядок процесс, из-за физических трудностей, которые предполагает его творчество. Автор буквально окунает своё тело в различные материалы, чтобы достичь формы предметов, которые впоследствии он воплощает в смоле полиэстера.

## Выставки
- Global Warming, 2012, Galeria Fernando Latorre. Madrid.
- Curso Legal, 2011, Museo Barjola. Gijón.
- Curso Legal, 2010, Fundación José García Jiménez. Murcia
- Ex-Cultura, 2010, Museo de Bellas Artes. Murcia.
- Cobertura de Ánimas, 2010, OFF PAC. Fundación José García Jiménez. Murcia.
- Flags, 2010, Galeria Fernando Latorre. Madrid.
- Noctilucos, 2008, Espai Quatre. Palma de Mallorca.
- Anónimos, 2007, Galeria Artnueve. Murcia.
- Exvotorio, 2007, Peregrinatio. Ermita de los Dolores. Sagunto.Valencia.
- Glups, 2006, Galeria Fernando Latorre. Madrid.
- La mirada plural, 2006, Real Academia de España. Roma.(Italia).
- Secadero de Pensamientos, 2006, Palacio de San Esteban. Murcia.
- Glup de Aéreos, 2006, Sala Robayera. Ayuntamiento de Miengo, Cantabria.
- Reds, 2005, Galeria Mixed Media. Shizuoca. (Japón).
- Reds, 2005, Galeria Christopher Cutts. Toronto. (Canadá).
- Pensavientos, 2005, Museo de Arte Moderno de Alejandría.(Egipto).
- Explorer 515—516, 2004, Galeria Fernando Latorre. Madrid.
- Locutorios, 2004, Sala de exposiciones Consistorio de San Marcelo. León.
- Locutorios, 2004, Galeria Fernando Silió. Santander.
- Envirospheres, 2004, Galeria Mssohkan. Kobe (Japón).
- Ambiências, 2003, Galeria Minimal Arte Contemporánea. Oporto (Portugal).
- Apegos, 2003, Galeria Maria llanos. Cáceres.
- Provisionario, 2003, Horno de la ciudadela. Pamplona.
- Revisôes, 2002, Galeria Minimal Arte Contemporánea. Oporto (Portugal).
- Sumergidos, 2002, Museo de la Universidad de Alicante.
- Con-texto, 2002, Galeria Fernando Latorre. Zaragoza.
- No Lugares, 2002, Fundación La Caixa. Tarragona.
- Atmosferas, 2002, Palacio Aguirre.Cartagena.
- Fillites, 2002, Galeria Vértice. Oviedo.
- Vertidos, 2001, Galería Tráfico de Arte. León.
- Vertidos, 2001, VI International Biennial of Drawing and Graphic Arts, Györ. Hungría.
- Tampoco es seguro el sueño, 2000, Galería Magda Bellotti. Algeciras.
- Tránsito, 1999, Stand Galería Espacio Mínimo. Toledo.
- The showerfighters, 1999, Palacio Almudí. Murcia.
- Retornos, 1999, Galería Caracol. Valladolid.
- Campo de Batalla, 1998, Palacio de Abrantes. Universidad de Salamanca.
- Fisionomías, 1997, Galería Palma Dotze. Villafranca del Penedés (Barcelona).
- Fisionomías, 1997, Salón Internacional de Artes Plásticas. Bienal Internacional. Medellín (Colombia).
- Vampirium Spectrum, 1997, Galería Espacio Mínimo. Murcia.
- Vampirium Spectrum, 1996, Cohen/Berkowitz Gallery, Kansas City (USA).
- Optical Dreams, 1996, Galería Tabea Lamgenkamp. Dusseldorf (Alemania).
- Mutilations, 1996, Sala Carlos III. Universidad Pública de Pamplona.
- Reluctantes, 1996, Galería Espacio Mínimo. Murcia.
- Escisiones Circulares, 1996, Galería DV. San Sebastián.
- Sèmeur éternel, 1995, Galería Espacio Mínimo. Murcia.
- Sur un Destin, 1995, Galería Ferrán Cano. Palma de Mallorca.
- Fragmentos, 1995, Galería Ad Hoc. Vigo (Pontevedra).
- Revisiones y Mutaciones, 1995, Galería Ferrán Cano. Barcelona.
- Transitos, 1994, Galería Delpasaje. Valladolid.
- Parafine Aeralist, 1994, Galería Emilio Navarro. Madrid
- Luminarias, 1993, Galería Mácula. Alicante.
- Rotación Inestable, 1993, Galería Fúcares. Almagro (Ciudad Real).
- Parmi Nous, 1992, Club Diario Levante. Valencia.
- Silencio Nepal, 1992, Galería Espacio Mínimo. Murcia.
- Del Lenguaje de Las Piedras, 1991, Galería Rita García. Valencia.
- Où ten test acier, 1991, Galerie Hensel & Reifferscheidt. Colonia (Alemania).
- Ignorés, 1991, Galeria Espace Flon. Lausanne (Suiza).
- 1989, Spazio Viola. Brecia (Italia).